# Max-Planck-Institut für Pflanzenzüchtungsforschung
Il Max-Planck-Institut für Pflanzenzüchtungsforschung (MPIPZ) è un istituto di ricerca di biologia vegetale fondato nel 1928 a Müncheberg, Germania, come parte della Kaiser-Wilhelm-Gesellschaft. 

## La fondazione
Il direttore e fondatore, Erwin Baur, avviò programmi di coltivazione con frutta e bacche e ricerche di base su una specie di piante detta "Antirrhinum majus"" e sulla domesticazione del lupinus. 
Dopo la seconda guerra mondiale, l'istituto si trasferì a ovest, a Voldagsen. 
Nel 1955 fu nuovamente trasferito nell'attuale sito a Colonia. 

## Il periodo moderno e contemporaneo
Il periodo moderno dell'Istituto è iniziata nel 1978 con la nomina di Jeff Schell e lo sviluppo delle tecnologie di trasformazione delle piante e della genetica molecolare.
L'attenzione alla genetica molecolare è stata estesa nel 1980 con la nomina di Heinz Saedler.
La nomina nel 1983 di Klaus Hahlbrock ha ampliato le competenze dell'Istituto nel campo della biochimica vegetale.
L'arrivo di Francesco Salamini nel 1985 ha aggiunto un focus sulla genetica delle colture.
Nel periodo 1978-1990, l'Istituto è stato notevolmente ampliato e sono stati costruiti nuovi edifici per i dipartimenti guidati da Schell, Hahlbrock e Salamini.
Attualmente l'Istituto comprende quattro dipartimenti:
- Dipartimento di biologia dello sviluppo vegetale (George Coupland)
- Dipartimento di Interazioni con i microbi vegetali (Paul Schulze-Lefert)
- Dipartimento di sviluppo comparativo e genetica (Miltos Tsiantis)
- Dipartimento di Biologia Cromosomica (Raphael Mercier)